# 卵叶硬毛南芥
卵叶硬毛南芥（学名：Arabis hirsuta var. nipponica）为十字花科南芥属下的一个变种。

## 扩展阅读
- 維基物種上的相關：卵叶硬毛南芥